# Parasemidalis similis
Parasemidalis similis is een insect uit de familie van de dwerggaasvliegen (Coniopterygidae), die tot de orde netvleugeligen (Neuroptera) behoort. 
De wetenschappelijke naam Parasemidalis similis is voor het eerst geldig gepubliceerd door Ohm in 1986.